# Washington (Califòrnia)
Washington és una comunitat no incorporada localitzada al Comtat de Nevada, Califòrnia. Washington està situada a la riba del South Fork del Riu Yuba i té una població aproximada de dos centenars de persones. Hi ha un hotel/ bar i restaurant, una botiga de queviures, una sala d'escola que ha educat sls estudiants contínuament durant cent anys, i dos parcs càmpings de remolcs.